# 爱德华·皮亚利
爱德华·尼古拉耶维奇·皮亚利（俄語：Эдуард Николаевич Пялль；1903年10月15日—1989年6月13日），爱沙尼亚作家、语言学家、文学评论家。爱沙尼亚苏维埃社会主义共和国科学院通讯院士。曾任爱沙尼亚苏维埃社会主义共和国最高苏维埃主席团主席、爱沙尼亚苏维埃社会主义共和国科学院语言文学研究所所长、语言文学研究所高级研究员等职务。

## 生平
- 1903年10月15日出生于利沃尼亚省库里斯塔教区库萨村的一个铁匠家庭。他从十岁起从事农业工作，从十二岁起，做牧羊人。
- 1918年12月-1919年8月，他与父亲一起在红军中担任志愿者，父亲死在前线。派尔担任侦察兵，参加普斯科夫附近和拉脱维亚的战斗。
- 1919年9月-1921年，彼得格勒爱沙尼亚无产阶级大学工人学院学习。1920年加入俄共（布）。
- 1921年-1924年8月，列宁格勒爱沙尼亚教育学院学习。
- 1924年8月-1926年8月，鞑靼斯克学校任教，西伯利亚从事党务工作。
- 1926年8月-1929年8月，列宁格勒赫尔岑师范学院学习。
- 1929年8月-1932年8月，爱沙尼亚-芬兰师范学院爱沙尼亚语教师。
- 1932年8月-1935年6月，列宁格勒语言学研究所爱沙尼亚语系研究生。
- 1935年6月-1938年6月，列宁格勒语言学研究所学术秘书，列宁格勒国立大学和赫尔岑师范学院爱沙尼亚语言和文学教授。
- 1938年6月-1940年4月，苏联科学院马尔语言学研究所芬兰-乌戈尔语系高级研究员兼主任。
- 1940年9月-1941年1月，爱共（布）中央委员会机关报《共产主义者》报副总编。
- 1941年2月-1943年12月，爱沙尼亚苏维埃社会主义共和国人民委员会副主席。卫国战争期间，他被爱沙尼亚苏维埃社会主义共和国国防委员会授权加强防线。爱沙尼亚沦陷后前往莫斯科指导爱沙尼亚广播节目，参与组织爱沙尼亚红军部队。期间，1941年6月-1943年，爱沙尼亚苏维埃社会主义共和国监察人民委员。
- 1943年4月-1947年4月，爱共（布）中央委员会书记，负责宣传工作。
- 1947年3月-1950年7月，爱沙尼亚苏维埃社会主义共和国最高苏维埃主席团主席。1950年3月爱共（布）五届八中全会上被指控资产阶级民族主义分子，随后被解职。
- 1950年7月-1955年，塔林师范学院爱沙尼亚语言文学系主任。
- 1955年-1968年，爱沙尼亚苏维埃社会主义共和国科学院语言文学研究所所长。1961年当选爱沙尼亚苏维埃社会主义共和国科学院通讯院士。
- 1968年-1973年，爱沙尼亚苏维埃社会主义共和国科学院社会科学系学术秘书。
- 1973年-1974年，爱沙尼亚苏维埃社会主义共和国科学院语言文学研究所的高级研究员。
- 1974年起退休，享受塔林市个人养老金待遇。
- 1989年6月13日于塔林逝世，享年85岁。葬于森林公墓。

皮亚利是第2-3届苏联最高苏维埃民族院代表；第2届爱沙尼亚苏维埃社会主义共和国最高苏维埃代表。

## 文学创作
派尔的第一次写作尝试可以追溯到1920年代他在彼得格勒的时候，当时他在当地杂志上发表文章。1931年，他在列宁格勒以Siim Sepik的笔名出版第一部诗集《第六盘磁带》。他的早期作品主要涉及俄国内战和革命斗争。
代表作：（除非另有说明，否则以雨果·安格瓦克斯（Hugo Angervaks）的笔名出版。）
- 《时间的考验》（1959）
- 《早晨》（1959）
- 《老桦树》（1960）
- 《木乃伊》（1961）
- 《沼泽上的雪橇》（1969）
- 《金鹰时代》（1980）
- 《黑海鸥》（1987）
- 《论1940年以前爱沙尼亚苏联文学在苏联的发展》（1940，以本名发表）
- 《爱沙尼亚苏维埃文学的青年》（1973，以本名发表）

## 荣誉
- 列宁勋章（1973）
- 十月革命勋章（1983）
- 一级卫国战争勋章（1945）
- 二级卫国战争勋章（1985）
- 劳动红旗勋章（1963）
- 红星勋章
- 荣誉勋章（1956）
- 纪念列宁诞辰一百周年奖章
- 1941-1945年伟大卫国战争战胜德国奖章
- 1941-1945年伟大卫国战争胜利二十周年奖章
- 1941-1945年伟大卫国战争胜利三十周年奖章
- 1941-1945年伟大卫国战争胜利四十周年奖章
- 苏联武装力量五十周年奖章
- 苏联武装力量六十周年奖章
- 苏联武装力量七十周年奖章
- 退休劳动者奖章
- 爱沙尼亚苏维埃社会主义共和国功勋科学家称号（1969）